# 直轄事業
直轄事業（ちょっかつじぎょう）とは、国が決定し、実行する事業のこと。道路、河川・ダム、港湾などの事業に分かれる。
地方自治体が行う事業にも、国が費用の一部を負担する補助事業がある。お互いに、事業を行う者がすべての費用を負担する訳ではないので、予算書には事業費の一部だけが記載される。実際の費用対効果ではなく、予算に対する費用対効果が審議されるため、甘い査定となる可能性がある。残りの額は相手側にとって義務的な支出となり、審議は難しくなる。

## 地元負担
国の直轄事業といっても、費用のすべてを国が負担することは意味せず、地元自治体が費用の 1/2 - 1/3 程度を負担する仕組みになっている。この地元負担は道路法第50条5、河川法第63条2、港湾法第52条、空港法第6条3で都道府県の負担すべき負担金の一部を分担させる際に都道府県と協議する規定が根拠となっている。
地元負担制度は1873年（明治6年）6月に制定された「河港道路修築規則」が最初である。
港湾については、計画を管理者（主に都道府県、政令市等の地方公共団体）が策定し、条件を満たした施設等のみを直轄事業として行うため、道路・河川とは大きく直轄事業の性格が異なる。したがって、直轄事業としての採択には港湾法52条の規定による国・管理者間の協議を経て事業化、予算計上されるため、事前に直轄事業について事前に地元自治体と話し合う制度が設けられている。
| 事業名   | 新設、改良          | 維持、管理              |
| -------- | ------------------- | ----------------------- |
| 道路     | 国2/3 都道府県1/3   | 国5.5/10 都道府県4.5/10 |
| 河川     | 国2/3 都道府県1/3   | 国5.5/10 都道府県4.5/10 |
| 都市公園 | 国2/3 都道府県1/3   | 国5.5/10 都道府県4.5/10 |
| 港湾     | 国2/3 港湾管理者1/3 | 直轄管理なし            |
| 空港     | 国2/3 都道府県1/3   | 国全額                  |

直轄事業による地元負担を直轄事業負担金という。全国の自治体における普通会計ベースでの合計額は、平成20年度の見込みで1兆920億円、平成21年度の予算では1兆260億円である。
工事費用だけでなく、国道事務所などの建て替え費用、国土交通省職員の人件費なども含まれている。

## 自治体の動き
- 地方自治体の財政担当者にとっては、従来から直轄負担金は悩みのタネであった。負担金ということで内訳も示されず、しかも年度途中に、多い自治体では数百億円もの金を「これだけ使ったからよこせ」ということで請求されてきた経緯がある。
- 都道府県や政令指定都市からは、毎年、国に対して様々な事項に関する要望書が提出されるが、そのなかで直轄負担金についての改善要望も継続的に行われてはきた。
- 国は法律に決められているとおり実施しているということで、これまで改善要望を一蹴してきたが、地方自治体側でも本腰を入れて解決を求めてこなかったのは、一方で国庫補助事業を削減されてしまう可能性があることや、一部の自治体を除き、決裁・決定権限を持つ自治体の幹部職員は、ほとんど出向の国家公務員で占められていることにもよる。
- 全国知事会において、古くから直轄事業制度のあり方や、地方負担の軽減について検討がなされている。全国自治会は1959年に制度廃止を初めて提言し、1962年に維持管理費負担金の廃止を提言している。また、2009年3月19日に第1回直轄事業負担金問題プロジェクトチーム会議が開催された。
- 当時の橋下徹大阪府知事は、直轄負担金制度に対し「ぼったくりバーでもやらない」などと強く批判しており、大阪府の平成21年度予算において約424.6億円の国直轄事業負担金の要求に対し、約38億円（8.9%）をカットする方針を明らかにした。